# Ын, Тоби
Тоби Ын (род. 8 октября 1985 года, Ванкувер, Канада) — канадский бадминтонист, участник летних Олимпийских игр 2012 года.

## Спортивная биография
Заниматься бадминтоном Тоби начал в 6 лет. С 15 лет Ын стал выступать на национальных соревнованиях, а в 21 дебютировал на международном уровне, выступив на Панамериканском чемпионате. Первой крупной победы в своей карьере Ын добился в 2011 году, став вместе с Грейс Гао чемпионом Панамериканских игр в смешанном разряде.
В 2012 году Ын принял участие в летних Олимпийских играх в Лондоне. Молодой канадец выступил в смешанном разряде вместе с Грейс Гао. На групповом этапе канадская пара уступила во всех встречах, выиграв у соперников лишь одну партию за три матча.
Летом 2015 года Ын был близок к завоеванию своего второго золота Панамериканских игр, но в финале смешанного разряда канадец, выступавший в паре с Александрой Брюс, уступил американской паре и стал серебряным призёром Игр.

## Личная жизнь
- Младший брат — Деррик Ын — многократный панамериканский чемпион по бадминтону.